# Spaanse dravik
De Spaanse dravik (Anisantha madritensis, synoniem: Bromus madritensis) is een eenjarige plant uit de grassenfamilie (Poaceae).
De plant komt van nature voor in het Middellandse Zeegebied en is van daaruit verder verspreid. In Noord-Amerika komt de soort vanaf 1848 voor. In Nederland is de soort ingeburgerd. Het aantal chromosomen is 2n = 28.
De plant wordt 10-60 cm hoog en heeft rechtopstaande of opgaande halmen. Het blad is 4-20 cm lang en 1-5 mm breed. De bladscheden zijn donzig of licht behaard. Het kale, ovaal-langwerpige tongetje is 1,5-2 mm lang. 
De Spaanse dravik bloeit vanaf juni tot in augustus met 3-12 cm lange en 2-6 cm brede, rechtopstaande, ellipsoïde pluimen met 1-3 cm lange takken. De aartjes zijn 4-6 cm lang, langer dan de pluimtakken, en hebben zeven tot elf bloemen. De aartjes variëren in kleur van groen tot duidelijk paarsachtig rood. De licht behaarde kelkkafjes lopen taps toe en hebben vliezige randen. De onderste kelkkafjes zijn eennervig en 5-10 mm lang, en de bovenste kelkkafjes zijn drienervig en 10-15 mm lang. De enigszins ruwe onderste kroonkafjes zijn 15-20 mm lang en 3-3,5 mm breed. Het bovenste kroonkafje is iets korter dan het onderste. Ze zijn naar de randen toe behaarder en hebben vijf tot zeven nerven. De kafnaalden zijn ongeveer even lang, 12-23 mm lang en buigen iets terug. De twee helmknoppen zijn 0,5-1 mm lang.
De vrucht is een 11 mm lange graanvrucht.

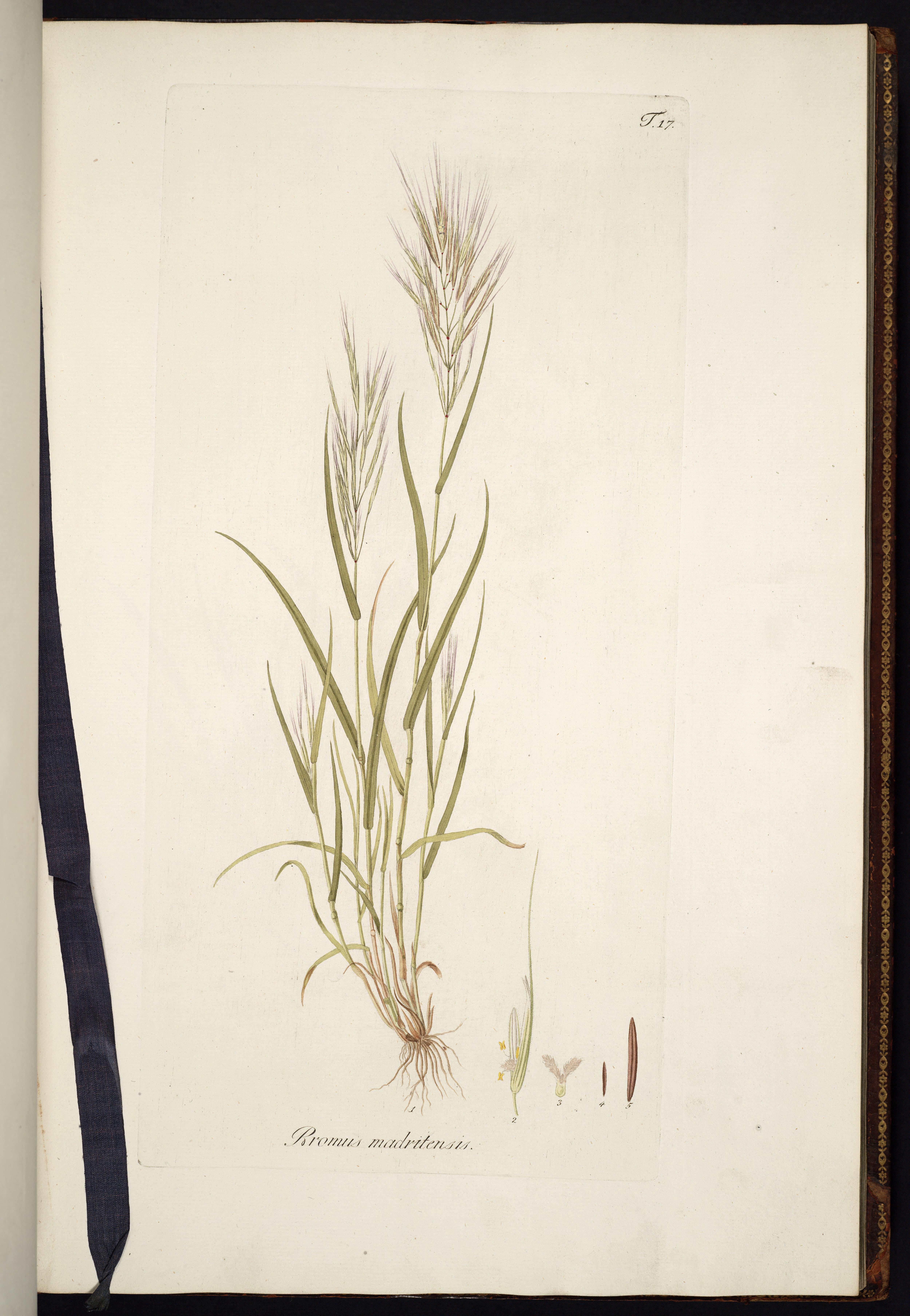
Illustratie. 1:plant, 2:bloem, 3:vruchtbeginsel met stempels, 4:vrucht op ware grootte, 5:vrucht vergroot weergegeven
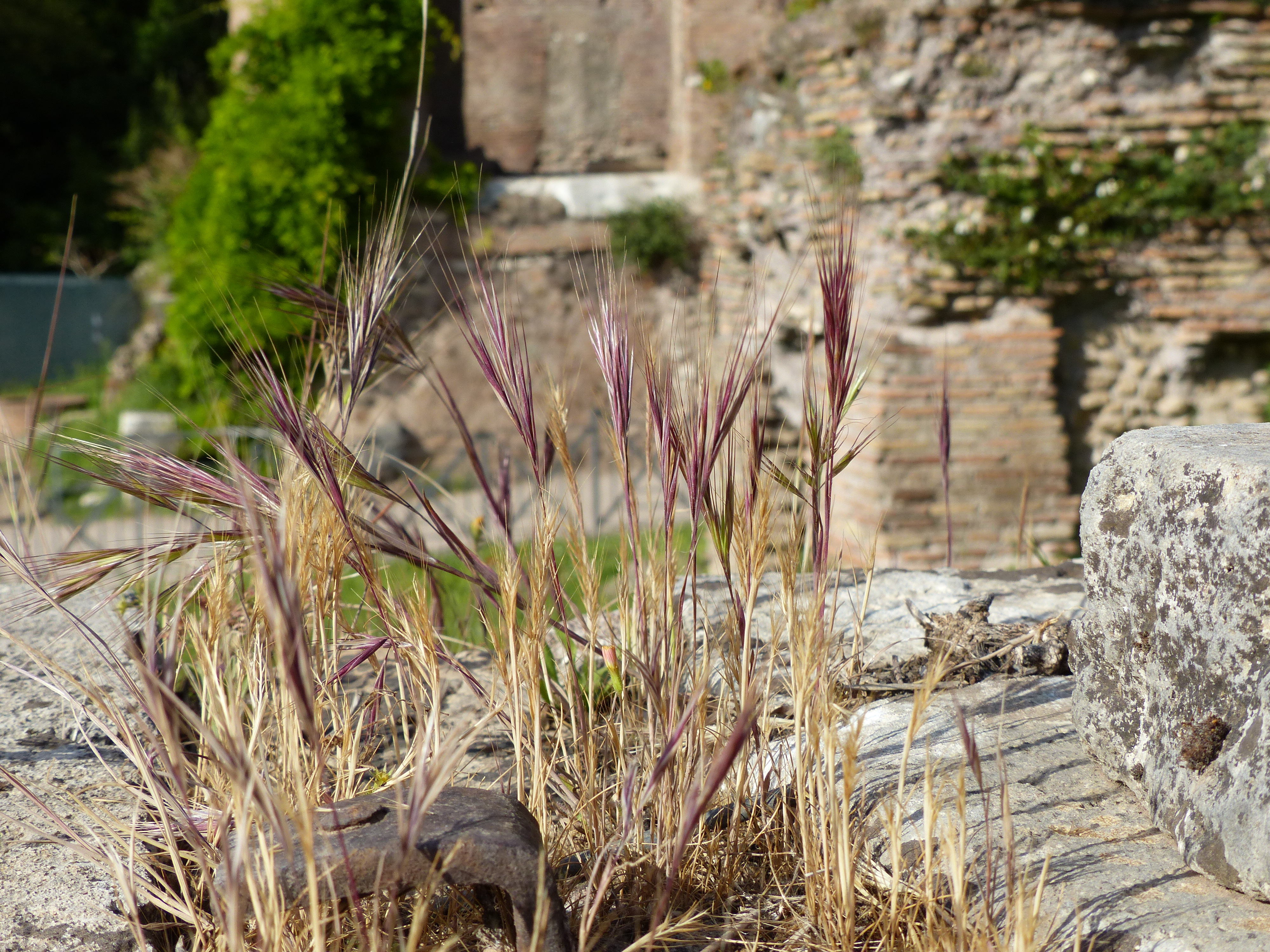
Planten
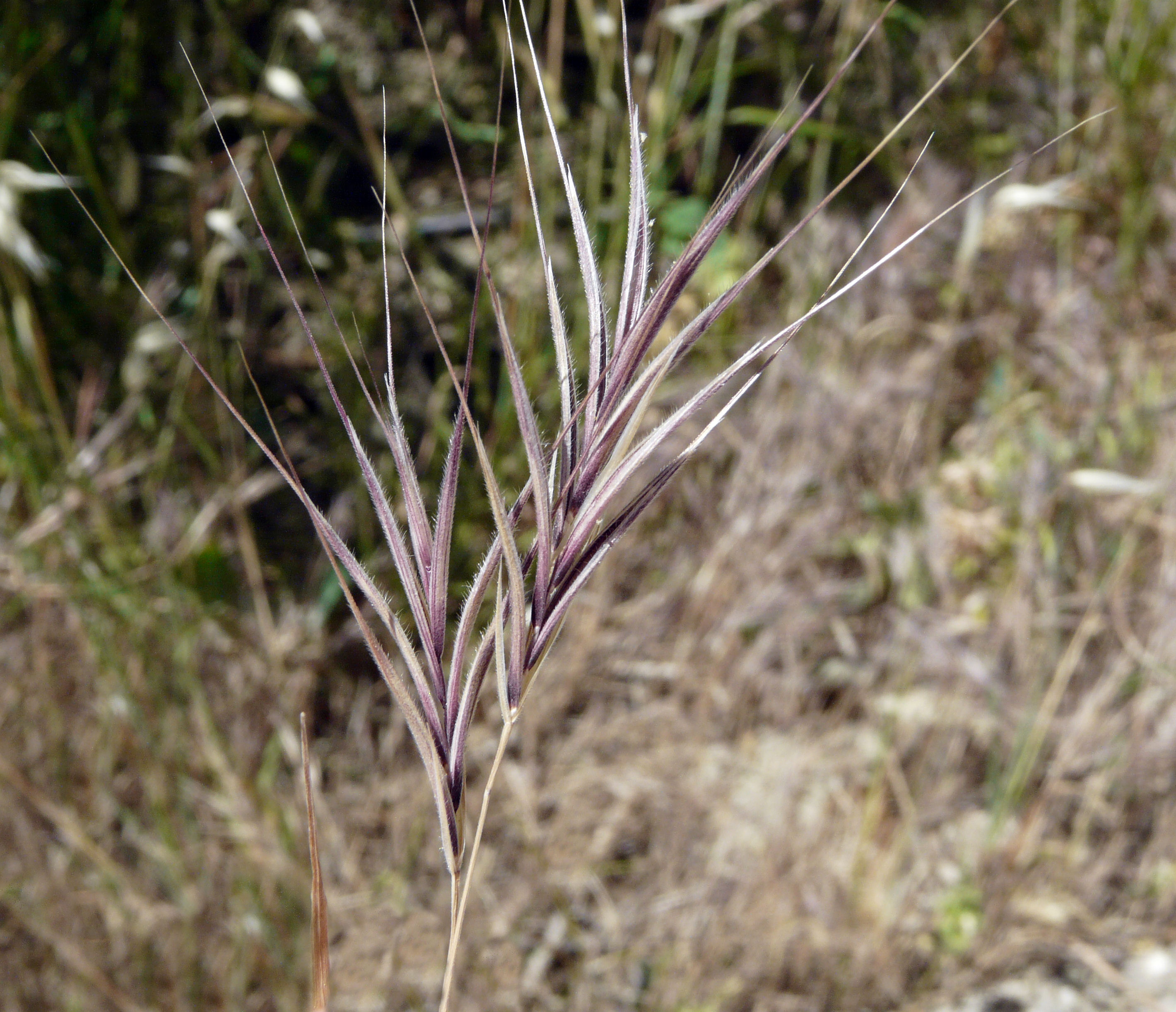
Aartjes
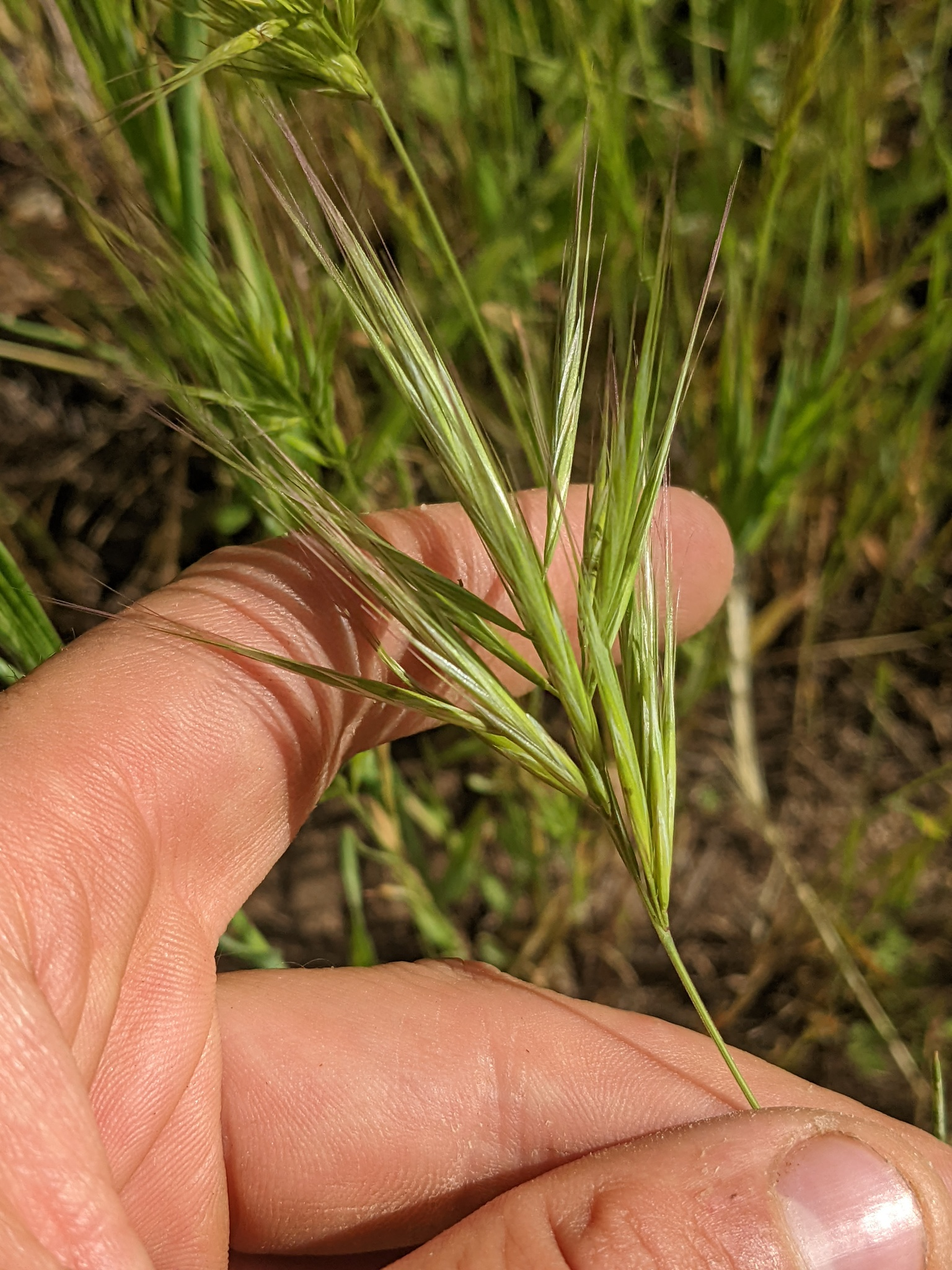
Aartjes

De Spaanse dravik komt voor op open plaatsen op droge zandgrond, grind en stenige plaatsen.